# Посёлок имени Фрунзе (Владимирская область, упразднённый)
и́мени Фру́нзе — упразднённый посёлок в Камешковском районе Владимирской области России. Входил в состав Сергеихинского муниципального образования. В 2001 году включен в состав деревни Сергеиха и исключен из учётных данных.

## География
Представляет собой северо-западную часть деревни Сергеиха.

## История
Образован в начале XX века как фабричный посёлок.